# Peter Raacke
Peter Raacke (* 27. September 1928 in Hanau; † 20. März 2022 in Berlin) war ein deutscher Produktdesigner. Er hat unter anderem mit dem Entwurf des Essbestecks mono-a der Marke mono Designgeschichte geschrieben.

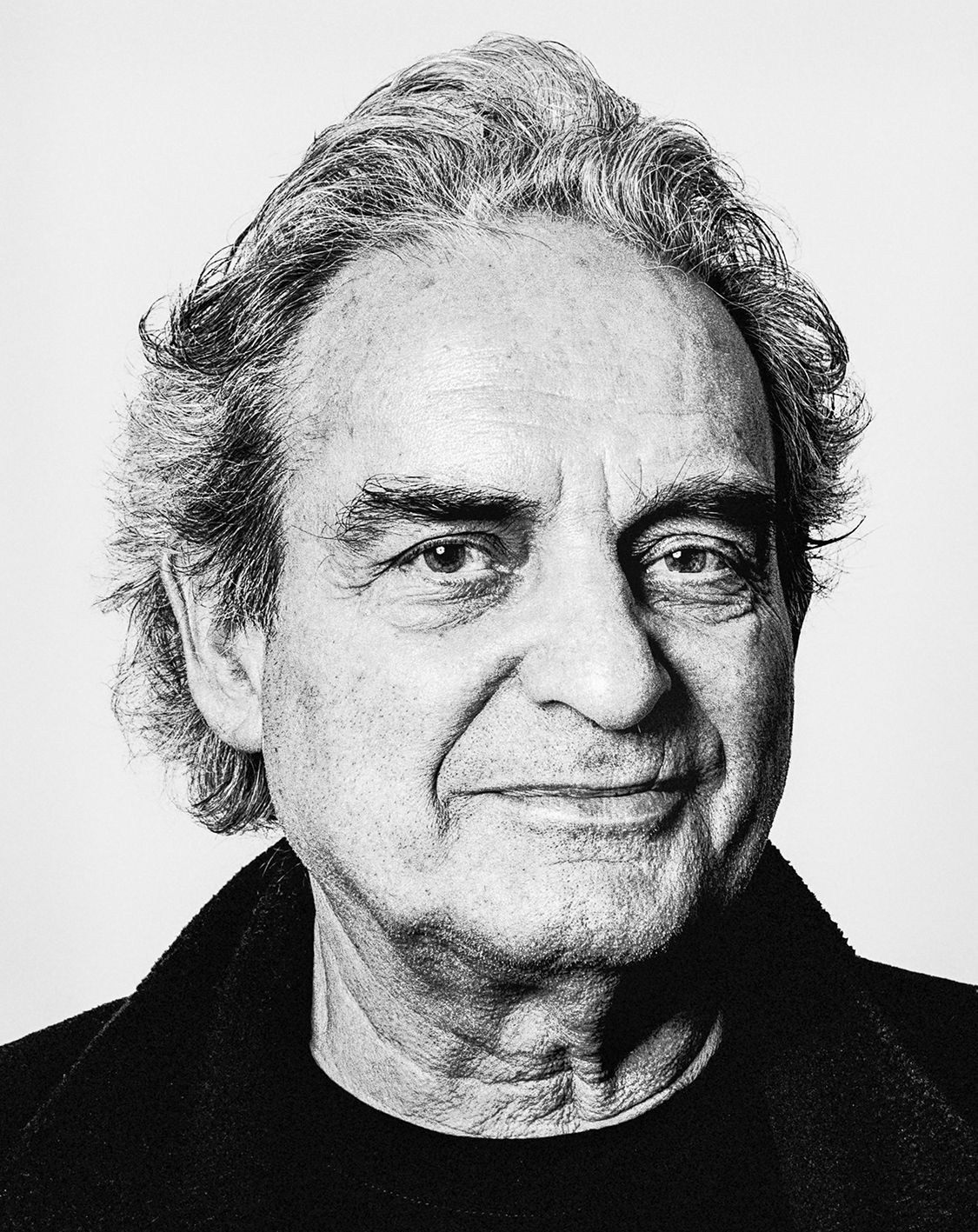
Peter Raacke

## Werdegang

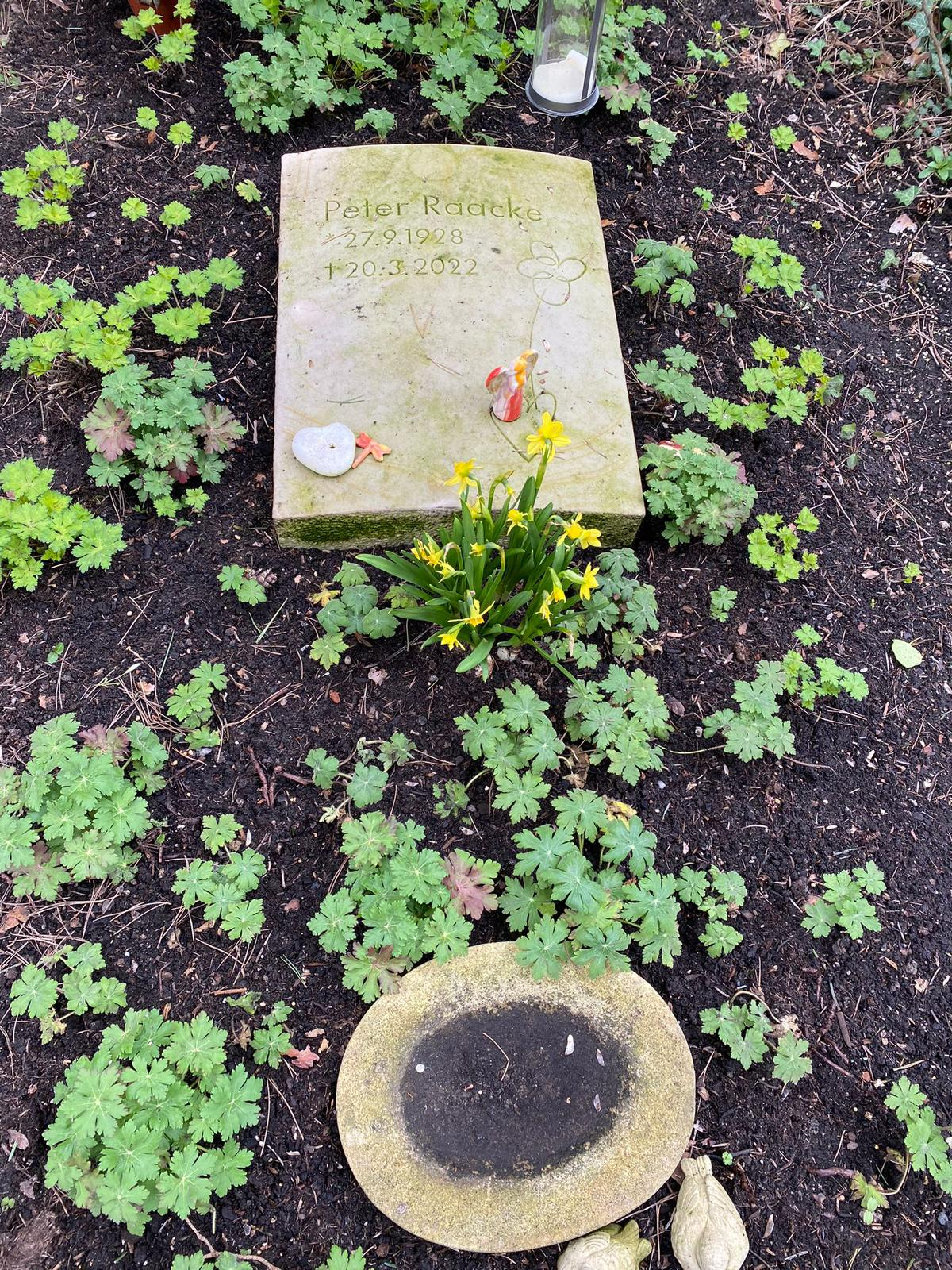
Grabstätte auf dem Waldfriedhof Dahlem

Raacke studierte Ende der 1940er Jahre an der staatlichen Zeichenakademie in Hanau, an den Kölner Werkschulen  und an der École nationale supérieure des beaux-arts de Paris.
Raacke hat zahlreiche Gebrauchsgegenstände geschaffen, die die Alltagskultur der Bundesrepublik mitgeprägt haben. 1966 entwickelte er als Erster eine Reihe von Pappmöbeln aus Wellpappe, die mit geringen Fertigungskosten und hohen Auflagen für breite Massen erschwinglich waren. Als Dozent an den Hochschulen für Gestaltung in Darmstadt, Saarbrücken, Kassel und Ulm sowie als Professor für Industriedesign an der Hochschule für Bildende Künste Hamburg hat er viele junge Designer beeinflusst. Er emeritierte 1994.
Während seiner Lehrtätigkeit an der Schule für Kunst und Handwerk in Saarbrücken studierten bei ihm Wolfgang Kermer, Horst Linn und Hans Willi Scherf als erste der im Sommersemester 1956 in Saarbrücken neu eingeführten Kunsterzieherausbildung. Er galt schon damals als Lehrerpersönlichkeit, deren fachliche Qualität auf der Basis seiner Ausbildung und anfänglichen Tätigkeit als Goldschmied stand.
Er arbeitete in Berlin-Zehlendorf mit seinem Büro raacke design.
Einer seiner Söhne ist der Schauspieler Dominic Raacke. Seine Grabstätte befindet sich auf dem Waldfriedhof Dahlem (Feld 012–20).

## Ausstellungen
2003 wurde er mit der Werkschau „50 Jahre Peter Raacke Design“ im Deutschen Technikmuseum Berlin geehrt. 2004 gab es die Ausstellung „50 Jahre Peter Raacke Design – gestalten für den Gebrauch“ im Goldschmiedehaus Hanau und 2005 im Deutschen Klingenmuseum in Solingen die Retrospektive „Peter Raacke – Gestalten für den Gebrauch“ zu sehen.
2008 zeigte das Bauhaus-Archiv Museum für Gestaltung in Berlin die Ausstellung „Peter Raacke: einfach modern - Vom Handwerk zum Design“.

## Ehrungen
Die Deutsche Bundespost widmete Peter Raacke und seinem Besteck mono-a 1999 eine 110-Pfennig-Marke in der Blockausgabe Design in Deutschland.
Für sein Lebenswerk wurde er im Jahr 2007 mit der Ehrenmitgliedschaft des Deutschen Designer Clubs ausgezeichnet.